# Samuel Olsen Bruun
Samuel Olsen Bruun (Barbu, circa 1656 – Kragerø, 8 januari 1694) was een Noors priester en is plaatselijk bekend vanwege zijn versie van Nå solen går ned (Nu de zon onder gaat).
Hij werd geboren in het Noorse Arendal binnen het gezin van herbergier Oluf Jensen en Else Henriksdatter. Zijn vader overleed vroegtijdig (1664) en hij en zijn zuster kregen een ongelukkige jeugd onder twee stiefvaders. Het zou zijn verdere leven bepalen. Hij was getrouwd met Pernille Pedersdatter Braad (overleden in 1704), zij was afkomstig uit een domineesgezin.
Hij ging in het Deense Aalborg naar school. Zijn opleiding tot priester kreeg hij aan de universiteit in Kopenhagen met een toelatingsexamen in 1677. Het was tevens een vlucht. Hij was onder meer kapelaan in Kragerø (1686-1694). Hij vertaalde psalmen en voorzag ze soms van muziek. Sommige daarvan haalden het Den Siungende Tids-Fordrif (psalmenverzameling), dat rond 1695 verscheen. Zijn Nå solen går ned werd in 1865 opgenomen in het Norsk Salmebok. 
De Noorse componiste Agathe Backer-Grøndahl voorzag Nå solen går ned van nieuwe muziek.